# Stenodyneriellus iriensis
Stenodyneriellus iriensis är en stekelart som beskrevs av Giordani Soika 1995. Stenodyneriellus iriensis ingår i släktet Stenodyneriellus och familjen Eumenidae. Inga underarter finns listade i Catalogue of Life.